# Sint-Amanduskerk (Kerkhove)

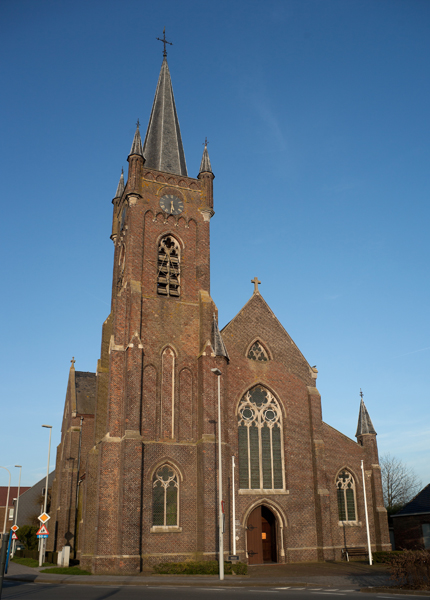
Sint-Amanduskerk

De Sint-Amanduskerk is de parochiekerk van de tot de West-Vlaamse gemeente Avelgem behorende plaats Kerkhove, gelegen aan de Brugstraat.

## Geschiedenis
In 1119 was er sprake van een kerk, waarvan het patronaatsrecht werd geschonken aan de Abdij van Saint-Thierry bij Reims. De kerk had te lijden van de beeldenstorm: hij werd in 1568 geplunderd en in 1579 werd een klok gestolen. De tweebeukige kerk, die uiteindelijk uit de 15e eeuw stamde en zich bevond op de Oude Plaats, gesloopt en vervangen door een nieuw kerkgebouw, dat nu echter aan de Brugstraat werd opgetrokken, zodat het bij de oude kerk behorende kerkhof nog als begraafplaats dienst bleef doen.
De kerk werd ernstig beschadigd op 26 oktober en 11 november 1918. Herstel naar de oorspronkelijke situatie volgde in 1921-1922.

## Gebouw
Het betreft een bakstenen basilicale kruiskerk met naastgebouwde noordwesttoren, in neogotische stijl. Het hoofdkoor heeft een driezijdige sluiting en de zijkoren hebben een vlakke sluiting. De toren wordt gekenmerkt door een borstwering met vier hoektorentjes.

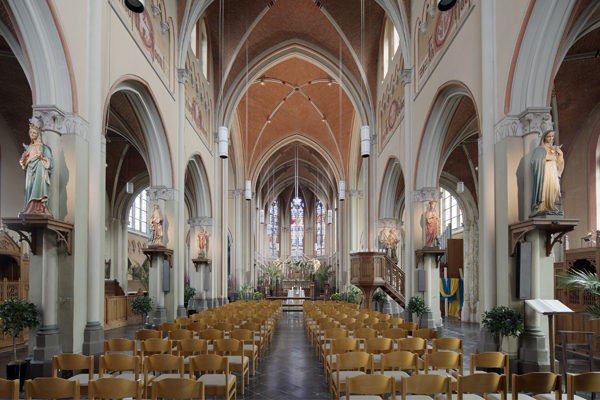
Interieur
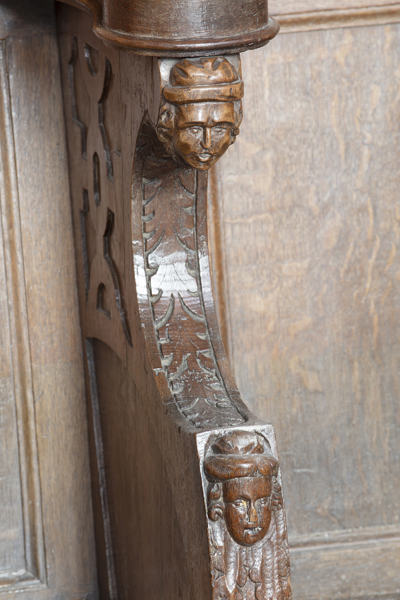
Koorgestoelte
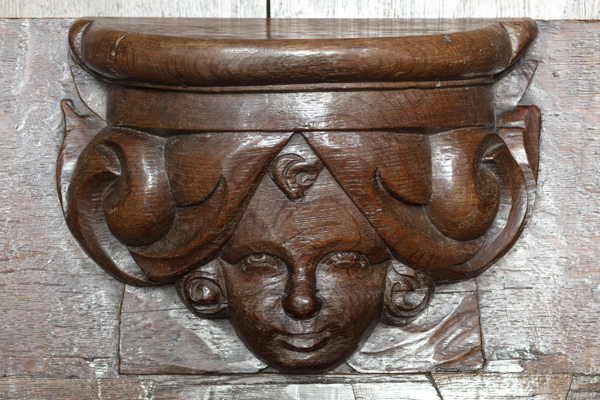
Misericorde
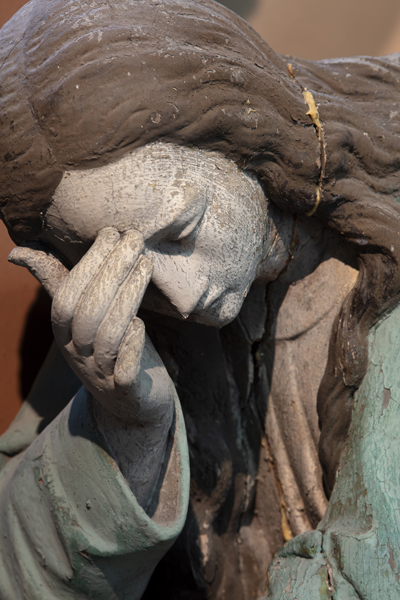
Kalvarie (detail)

## Interieur
Het interieur wordt overkluisd door een bakstenen kruisribgewelf. Het kerkmeubilair is voornamelijk neogotisch.